# Château de Montafilan
Les restes du château de Montafilan sont situés à Corseul en France.

## Localisation
Le château est situé sur la commune de Corseul  dans le département des Côtes-d'Armor, dans la région Bretagne.

## Description
Le château de Montafilan [Montafilant] est construit sur un éperon rocheux entouré par deux vallées et un étang. À cette topographie naturelle s'ajoute une douve sèche. L'accès au site s'effectue par l'étranglement d'une partie du terrain. Le château est à l'état de ruines, il conserve des courtines arasées qui étaient encadrées par cinq tours. Les tours de plan circulaires présentent un appareillage variable. Elles présentent également trois archères.

## Historique
Le château est construit par les vicomtes de Dinan à partir du XIIe siècle, il est en partie détruit. Cependant, une partie reste visitable librement. Le site du château, un promontoire au milieu d'une vallée encaissée, a peut-être été utilisé comme oppidum à l'époque pré-romaine. L'édifice, en forme de triangle flanqué de sept tours, a été remanié au XIVe siècle. À la fin du XVe siècle, il a été abandonné et a servi de carrière de pierre. On y a découvert une statue de sainte Agathe avec, à ses côtés, un chevalier et une dame du XIIIe siècle.
Le château est inscrit au titre des monuments historiques par arrêté du 27 février 1926.

## Galerie

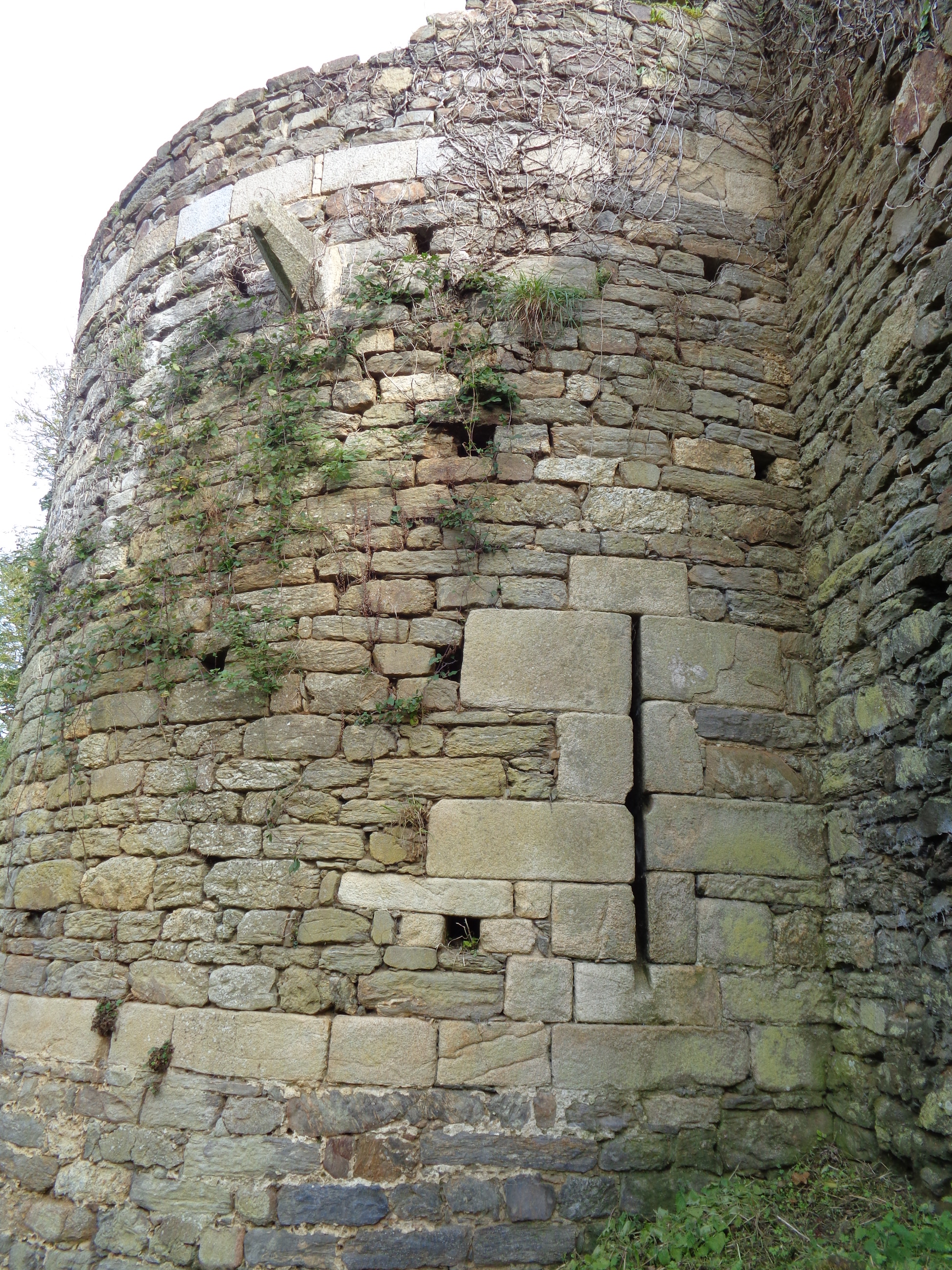
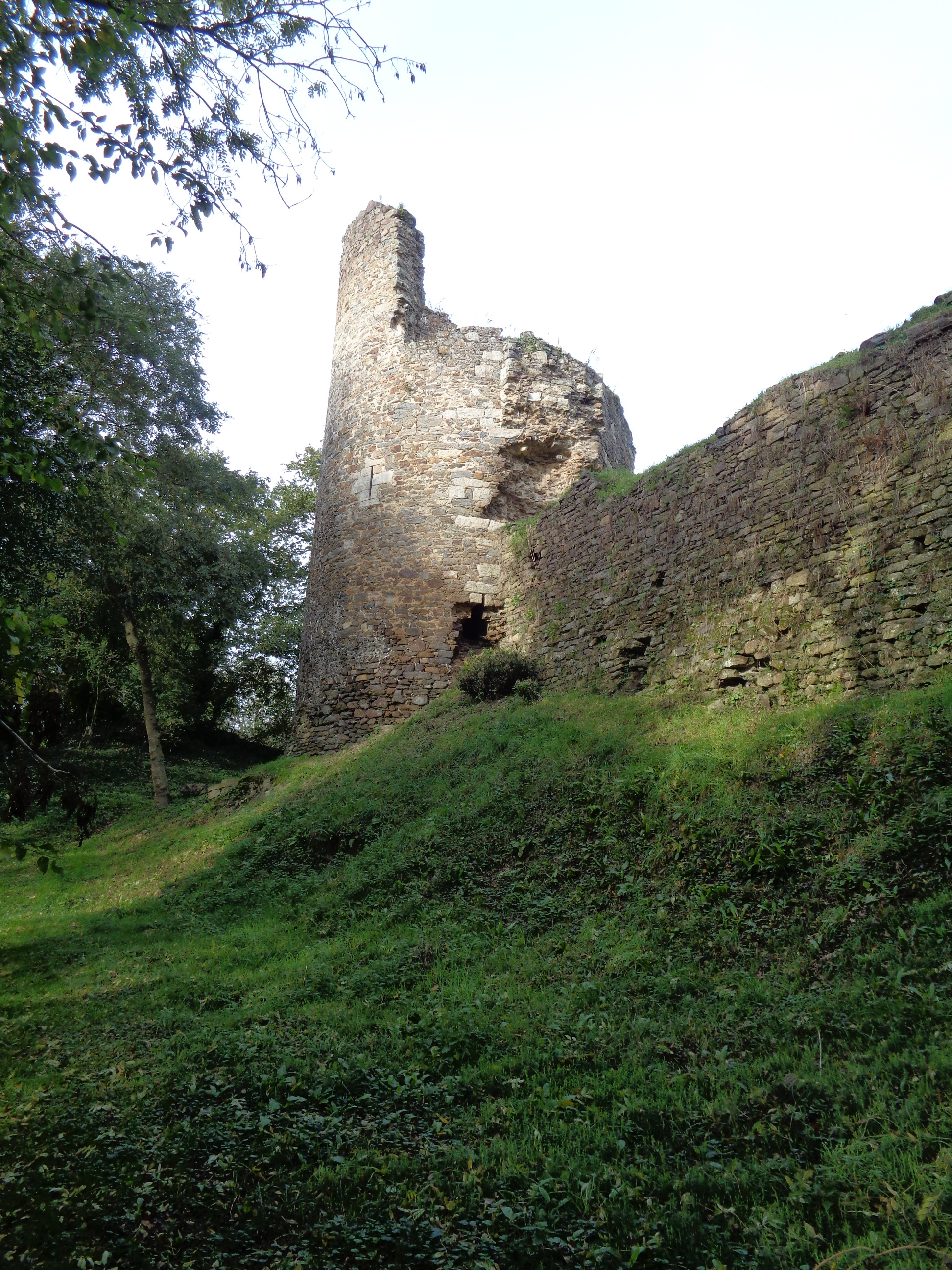
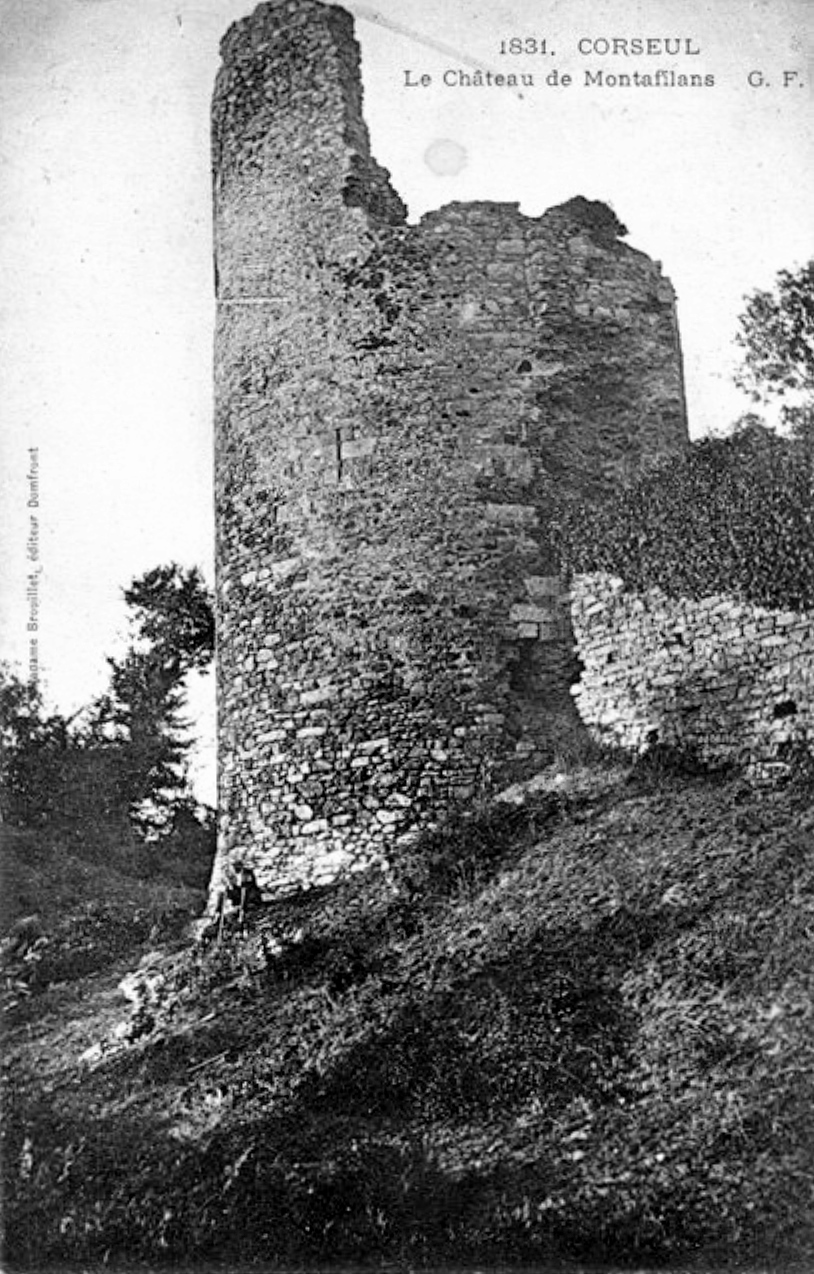
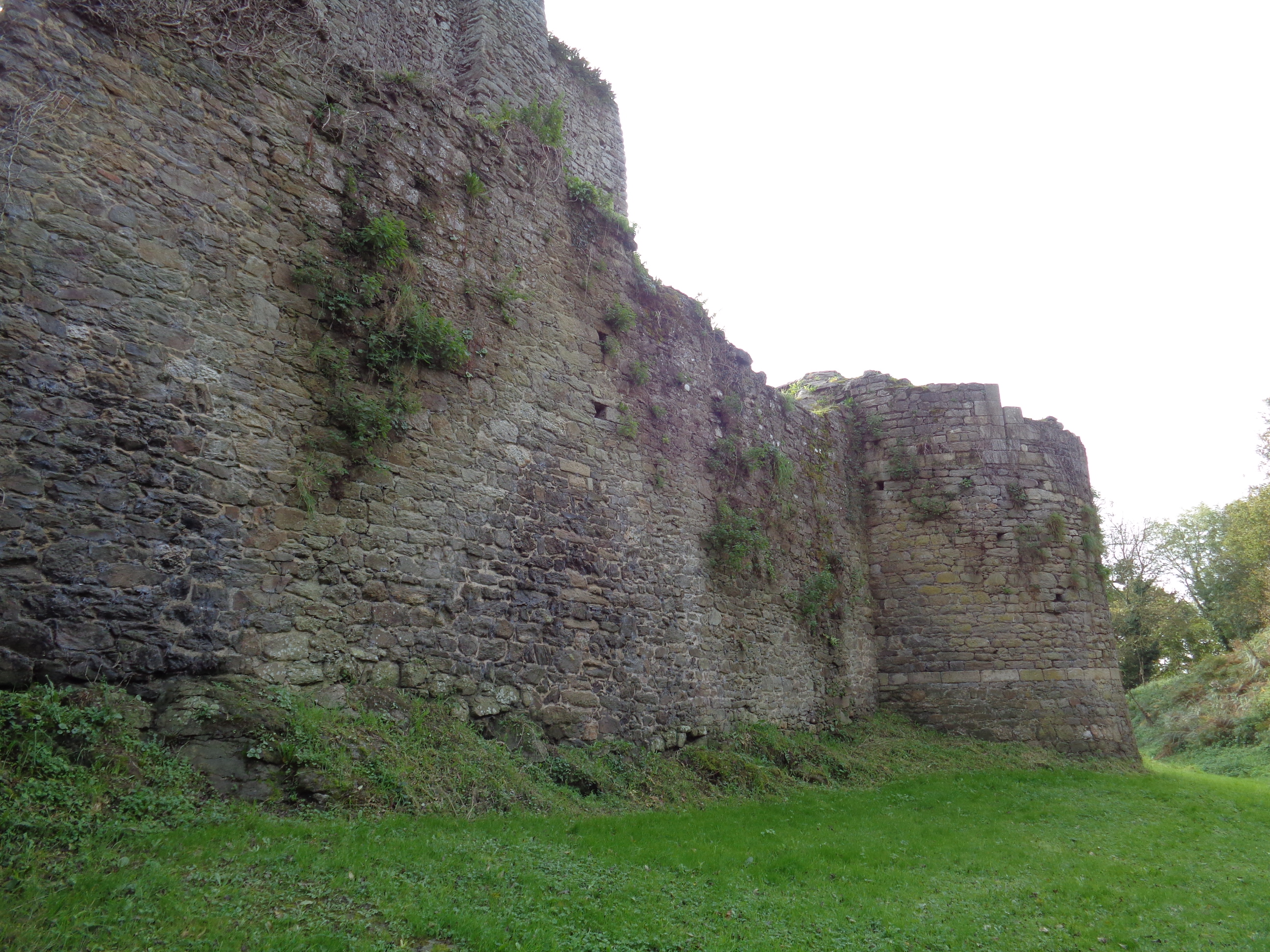
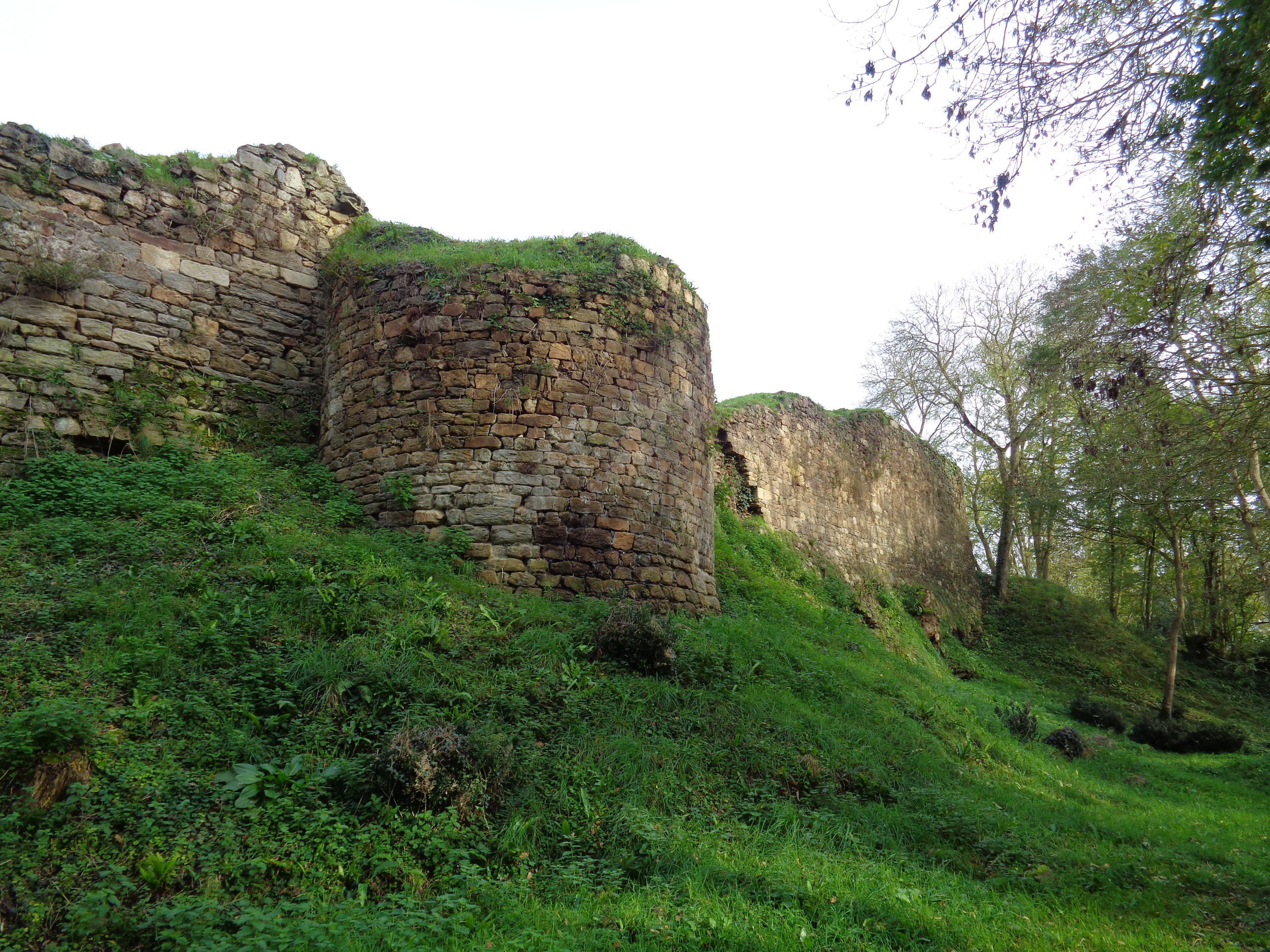
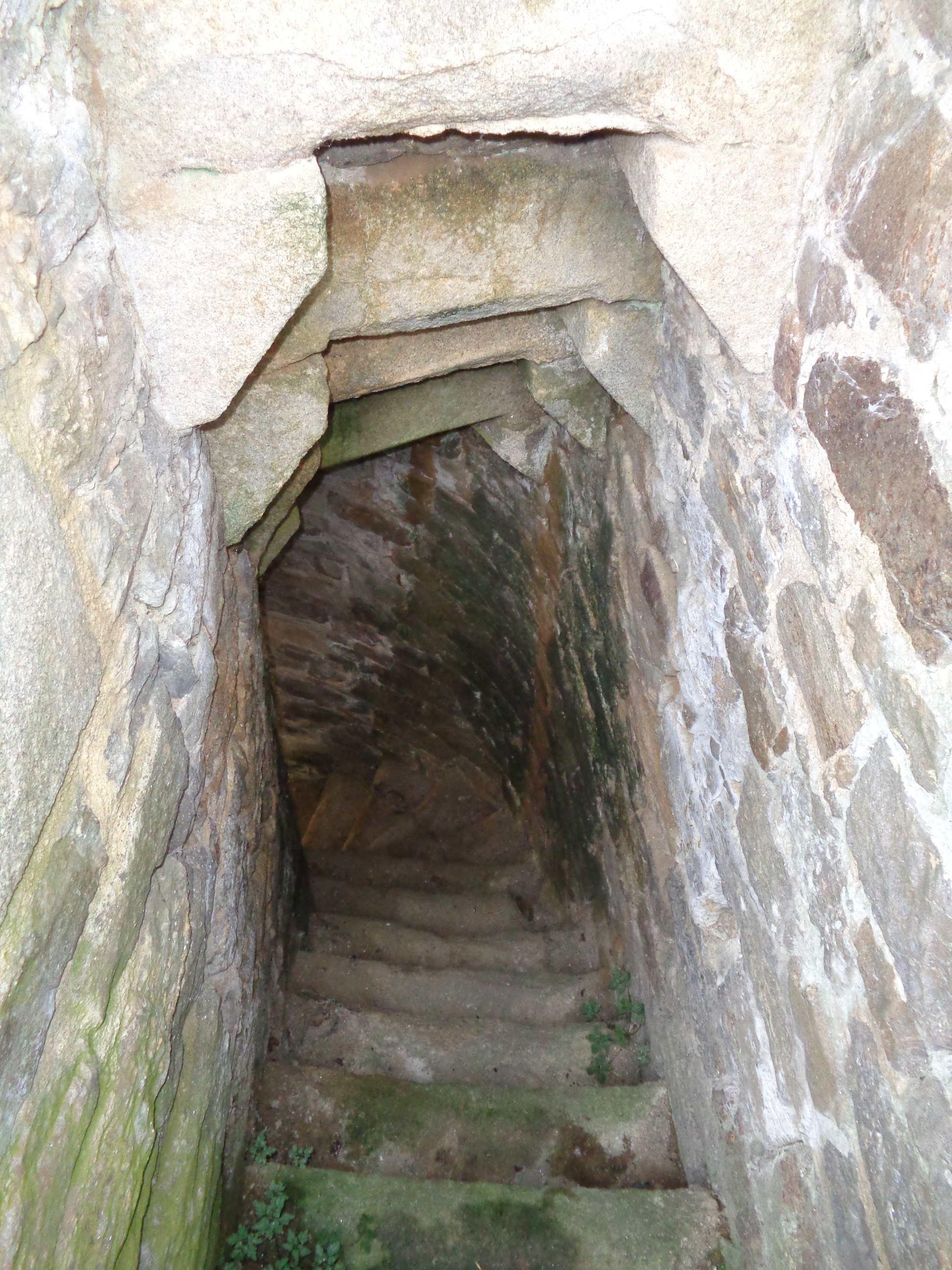